# Wastefall
Wastefall ist eine griechische Progressive-Rock- und Metal-Band aus Athen, die im Jahr 2003 gegründet, 2008 getrennt und im Jahr 2010 neu gegründet wurde.

## Geschichte
Die Band wurde im März 2003 von den Sängern und Gitarristen Alex Katsiyannis und Domenik Papaemmanouil gegründet. Später stießen Schlagzeuger George Kanavaris und Bassist Ilias Kalivas zur Band. Die Band erreichte einen Vertrag bei Sleaszy Rider Records und veröffentlichte ihr Debütalbum Fallen Stars and Rising Scars am 28. Juli 2003. Nach der Veröffentlichung stieß Keyboarder Christos Kyrkilis zur Band. Danach wurde Bassist Ilias Kalyvas durch Stratos Haidos ersetzt. Als Violinist kam Matthew Dakoutros zur Besetzung.
Nach einigen Proben begab sich die Band im Mai 2004 in die Fragile Studios, um das Album Soulrain 21 aufzunehmen, das am 7. November über Sleaszy Rider Records veröffentlicht wurde. Nach der Veröffentlichung verließ Stratos Haidos die Band und wurde durch Nick Valentzis ersetzt. Kurz darauf verließen Matthew Dakoutros und George Kanavaris die Band. Einige Monate später kam Kostis Papaleksopoulos als neuer Schlagzeuger zur Gruppe.
Im Oktober 2005 erreichte die Band einen Vertrag mit der Agentur Intromental Management und unterzeichnete einen Plattenvertrag bei Sensory Records. Das Album Self Exile wurde in Dänemark von Tommy Hansen in den Jailhouse Studios im Januar 2006 abgemischt und gemastert.
Die Band trennte sich im Jahr 2008 und fand im Jahr 2010 wieder zusammen.

## Stil
Die Band spielt progressiven Rock und Metal und wird dabei mit Bands wie Tool, Pain of Salvation, Dream Theater und Nevermore verglichen.

## Diskografie
- 2003: Fallen Stars and Rising Scars (Album, Sleazy Rider Records)
- 2004: Soulrain 21 (Album, Sleazy Rider Records)
- 2006: Self Exile (Album, Sensory Records)